# Grevie
Grevie – miejscowość (tätort) w Szwecji, w regionie administracyjnym (län) Skania, w gminie Båstad.
Według danych Szwedzkiego Urzędu Statystycznego liczba ludności wyniosła: 937 (31 grudnia 2015), 949 (31 grudnia 2018) i 978 (31 grudnia 2019).